# Navadijos
Navadijos es una localidad y municipio de España perteneciente a la provincia de Ávila, en la comunidad autónoma de Castilla y León. El término municipal tiene una superficie de 19,85 km². En 2017 contaba con una población de 38 habitantes. 

## Geografía
La localidad está situada a una altitud de 1520 m sobre el nivel del mar. El pueblo se asienta en torno al arroyo de las Veguillas entre dos elevaciones geográficas en una pequeña depresión.
| Noroeste: Garganta del Villar             | Norte: Cepeda la Mora      | Noreste: Cepeda la Mora           |
| Oeste: San Martín de la Vega del Alberche |                            | Este: Cepeda la Mora              |
| Suroeste: Navarredonda de Gredos          | Sur: Hoyos de Miguel Muñoz | Sureste: San Martín del Pimpollar |

## Historia
Aldea de origen medieval, formó parte del sexmo de la Sierra de la villa de Piedrahíta, integrada en Valdecorneja, señorío perteneciente desde el siglo XIV hasta el siglo XIX a los Álvarez de Toledo, duques de Alba.
En su casco urbano se conservan algunas muestras de casas de tipo serrano con gran corral delantero al que se abren tanto la vivienda como la cuadra y todas las dependencias creadas para estabular el ganado. Se accede al corral por grandes portones, con frecuencia protegidos con un tejadillo, que permiten meter los carros al interior.
Navadijos es uno de los pueblos que integraron la llamada Cabaña Real de Carreteros del sexmo de la Sierra de la villa de Piedrahíta integrada desde el siglo XV hasta el siglo XIX, en que desapareció, en la Cabaña Real de Carreteros del Reino.

## Demografía
Navadijos cuenta con una población de 29 habitantes (INE 2024).
| Gráfica de evolución demográfica de Navadijos entre 1842 y 2021                                                       |
| |
| Población de derecho según los censos de población del INE. Población de hecho según los censos de población del INE. |

## Patrimonio
Pese a su pequeño tamaño Navadijos cuenta con diversos monumentos de importancia, tales como:
- La iglesia de San Juan Bautista, construida en sillería y mampostería, tiene una sola nave en cuya parte posterior se levanta una tribuna de madera apoyada sobre cuatro rústicas columnas. En el presbiterio una pequeña puerta, con arco de medio punto, da paso a la sacristía. Se accede al templo por una portada protegida por un pórtico sostenido por cuatro potentes columnas de piedra. Adosada a los pies, se encuentra la espadaña que sirve de campanario, de piedra de sillería, al que se accede por una escalera exterior, también de piedra.
- La ermita de San Bartolomé, de planta cuadrangular y pequeño tamaño situada a la entrada del pueblo y que rinde honor al santo con el mismo nombre.
- El puente romano de Altopaso fuera del pueblo, camino de la carretera de Garganta del Villar sobre el río Alberche, en una zona llamada Altopaso, donde se asentaba un poblado primitivo que recibía el nombre de Castro de Altopaso.
- El puente romano de San Martín de Fraile, ubicado a mitad de camino entre Navadijos y Cepeda, sobre el Río Alberche. También se asentaba un pueblo primitivo en este lugar, del que cogió el nombre, llamado Castro de San Martín de Fraile.

## Símbolos
El escudo heráldico que representa al municipio fue diseñado por el heraldista Eduardo Duque y Pindado, y aprobado el 29 de abril de 2014 con el siguiente blasón:

Escudo de tipo español, cortado. Primer cuartel, jaquelado de plata y azur. Segundo cuartel, en campo de sinople una fuente en su color de un solo caño. Todo ello timbrado con la corona Real de España.
Boletín Oficial de la Provincia de Ávila nº 93 de 19 de mayo de 2014

El primer cuartel hace alusión a la Casa de Alba, señores del lugar, y se trata de las armas de los Álvarez de Toledo. El segundo cuartel hace referencia a las fuentes de la localidad.